# Philonicus arizonensis
Philonicus arizonensis är en tvåvingeart som först beskrevs av Samuel Wendell Williston  1893.  Philonicus arizonensis ingår i släktet Philonicus och familjen rovflugor. Inga underarter finns listade i Catalogue of Life.